# Rigogolo (araldica)
In araldica il rigogolo compare solo in pochi stemmi di araldica civica.

D'azzurro, al rigogolo ardito d'oro, accompagnato nel canton sinistro del capo da tre palle d'oro (Göttin, Germania)
D'oro, a quattro pali di rosso; al capo d'oro, al rigogolo di verde, appollaiato su un ramo dello stesso, accostato da due B affrontate, di nero (La Bouilladisse, Francia)